# Lena Lorenz
Lena Lorenz ist eine Heimatfilm-Reihe, die im Auftrag von ZDF und ORF 2014 und 2015 von Zieglerfilm München produziert wurde, seit 2016 dann von Ziegler Film Berlin. Die Hauptrolle der Lena Lorenz wurde bis 2018 von Patricia Aulitzky, seit 2019 wird sie von Judith Hoersch gespielt.

## Handlung
Als Lena Lorenz genug von der Hektik und dem Stress im Krankenhaus in Berlin hat, entschließt sie sich, für vier Wochen auf dem elterlichen Bauernhof in Himmelsruh auszuspannen. Leider ist es dort auch nicht ruhiger; ihre Mutter Eva, ihr Großvater Leo und ihre alte Freundin Julia empfangen sie nicht mit offenen Armen. Trotzdem entschließt sich Lena, in Himmelsruh zu bleiben und eine eigene Praxis zu eröffnen.
Jede Folge besteht aus einer Rahmenhandlung rund um die Familie und die Freunde von Lena sowie einzelnen, abgeschlossenen Geschichten um eine Schwangerschaft, die Lena als Hebamme betreut.

## Hintergrund
Die ersten beiden Folgen wurden am 8. und 15. April 2015 von ORF 2, jeweils einen Tag später auch vom ZDF, ausgestrahlt. Diese waren so erfolgreich, dass man vier neue Folgen in Auftrag gab, welche vom 6. bis 27. April 2016 auf ORF 2 – auch hier wieder einen Tag später vom ZDF – ausgestrahlt wurden. Vom 2. Februar bis 23. März 2017 wurden vier weiteren Folgen, jeweils aufgeteilt auf zwei Teile von 45 Minuten, bei ORF 2 ausgestrahlt. Beim ZDF wurden die vier neuen Folgen vom 9. März bis 6. April 2017 ausgestrahlt, beide Teile am gleichen Abend.

## Besetzung

### Hauptdarsteller
| Name                        | Schauspieler      | Folge | Jahr      |
| --------------------------- | ----------------- | ----- | --------- |
| Lena Lorenz                 | Patricia Aulitzky | 1–14  | 2015–2018 |
| Lena Lorenz                 | Judith Hoersch    | 15–   | 2019–     |
| Eva Lorenz                  | Eva Mattes        | 1–    | 2015–     |
| Leopold (Leo) Lorenz †      | Fred Stillkrauth  | 1–21  | 2015–2020 |
| Bastian Pfeiffer            | Raban Bieling     | 1–    | 2015–     |
| Julia Obermeier             | Liane Forestieri  | 1–    | 2015–     |
| Vinzenz (Vinz) Huber Anm. 1 | Michael Roll      | 22–   | 2021–     |

### Nebendarsteller
| Name                        | Schauspieler              | Folge                                  | Jahr                  |
| --------------------------- | ------------------------- | -------------------------------------- | --------------------- |
| Alexander Meissner          | Marc Benjamin Puch        | 1–4                                    | 2015–2016             |
| Ersun Hunal                 | Bülent Sharif             | 1–3                                    | 2015–2016             |
| Susanne Berger              | Birte Glang               | 1–3                                    | 2015–2016             |
| Vinzenz (Vinz) Huber Anm. 1 | Michael Roll              | 1–21                                   | 2015–2020             |
| Franz Roth                  | Pablo Sprungala           | 1–25                                   | 2015–2021             |
| Schorschi Striebel          | Sebastian Edtbauer        | 1–                                     | 2015–                 |
| Dr. Stefan Keller           | Thomas Limpinsel          | 1–                                     | 2015–                 |
| Hanne Striebel              | Verena Altenberger        | 3, 5, 6, 9–10                          | 2016–2017             |
| Hanne Striebel              | Kerstin Dietrich          | 11–29                                  | 2018–2022             |
| David Wagner                | Christoph Grunert         | 3–5, 8, 10, 13                         | 2016–2018             |
| Anna Prückl                 | Sarah-Lavinia Schmidbauer | 4, 17–18, 25–26, 28–36, 38, 40, 42, 46 | 2016, 2019, 2021–2025 |
| Quirin Pankofer †           | Jens Atzorn               | 5–23                                   | 2016–2021             |
| Markus Kammermeier          | Oliver Rosskopf           | 5–7, 9–10                              | 2016–2017             |
| Rosa Kammermeier            | Marie-Christine Friedrich | 5–10                                   | 2016–2017             |
| Tim Werner                  | Niklas Nißl               | 6, 10, 30–31                           | 2016, 2017, 2023      |
| Dr. Schwammberger           | Traute Hoess              | 13–14, 20                              | 2018, 2020            |
| Kirpal Goel                 | Murali Perumal            | 15–18                                  | 2019                  |
| Marlene Kleefelder          | Charleen Deetz            | 17–18                                  | 2019                  |
| Frau Schramme               | Željka Preksavec          | 17–21                                  | 2019–2020             |
| Marlon Schubert             | Nicolas Wolf              | 19–27                                  | 2020–2022             |
| Martina Bechler             | Morena Hummel             | 25–28, 34–36, 39–42, 44                | 2021–2025             |
| Dr. Aaron Kolberg           | Matthias Ziesing          | 26–33                                  | 2022–2023             |
| Charlotte Tanaka            | Agnes Decker              | 26–29                                  | 2022                  |
| Dr. Aimee Benzweiler        | Julia Bremermann          | 26–                                    | 2022–                 |
| Rob Manzini                 | Seán McDonagh             | 30–                                    | 2023–                 |
| Celine Gollert              | Paulina Rümmelein         | 30–33, 35–36                           | 2023–2024             |
| Gloria Grubinger            | Sylvia Haider             | 30–                                    | 2023–                 |
| Daniel Eckert               | Fabian Lichottka          | 36–39                                  | 2024                  |
| Lisl Jordan                 | Bettina Redlich           | 37–38                                  | 2024                  |
| Miriam Wallner              | Christin Nichols          | 41–                                    | 2025                  |
| Helene Obermeier            | Angela Roy                | 44–                                    | 2025                  |

## Produktion
Die Drehorte der Episoden befinden sich zumeist im Berchtesgadener Land., aber auch im angrenzenden Salzburger Land. Der Hauptschauplatz „Hof Lorenz“ befand sich bis 2016 in Ettenberg, einem Ortsteil der Gemeinde Marktschellenberg, seit 2017 befindet er sich in der Gemeinde Schönau am Königssee. Der Hauptschauplatz „Almwirt“ ist seit Beginn der Reihe in Ettenberg.

## DVD-Veröffentlichung
Bisher sind die ersten 40 Folgen (Staffeln 1 bis 10) auf DVD erschienen.